# Пристанище Русе

## Пристанище Русе-изток
Пристанището Русе-изток е открито официално през март 1976 г. Веднага след откриването му се подписва протокол за създаването на линия за превоз на 3- и 5-тонни контейнери, която е открита на 1 юли същата година. През 1984 г. се открива и линия за голямотонажни контейнери.
Пристанищен терминал Русе-изток е разположен в източната промишлена зона на гр. Русе.
Това е най-голямото пристанище в българския участък на Дунав. Пристанище Русе е също така единственото речно пристанище в България, където при високи нива на водите на Дунав могат да бъдат приемани и обработвани речно-морски кораби.
Пристанището има технически капацитет за обработка на голямотонажни единици до 64 t. Възможна е обработката и на товари с по-голямо тегло или нестандартни размери, с помощта на 100-тонен плаващ кран.
В пристанище Русе-изток се обработват всички видове товари, включително едрогабаритни товари и техника.

### Капацитет
Пристанище Русе-изток разполага с:
1. площ от 803 000 m²
2. 14 корабни места
3. дълбочина на лимана при кота 0 – между 1 и 2 m. за различните корабни места
4. 18 крана с максимална товароподемност от 5 до 32 t
5. 196 300 m² складови площи:
6. 15 800 m² закрита складова площ
7. 180 500 m² открита складова площ
8. Връзка с жп и автотранспортна мрежа на България

Резервираната площ от 803 000 m² дава възможности за бъдещо развитие на пристанището. В Генералния план са предвидени територии за изграждане на зърнен и контейнерен терминал.

## Пристанище Русе-запад
За начало на съществуващото днес пристанище Русе-запад се приема 7 ноември 1866 г. На тази дата е официално открита построената от италиански майстори каменна кейова стена и едновременно с това тържествено е въведена в експлоатация първата железопътна линия в България свързваща Русе и Варна. Във връзка с това през 2006 г. дружеството чества 140-годишнината от официалното откриване на пристанище Русе.
Пристанище Русе-запад е разположено на километър 496 – 497 от устието на р. Дунав. То се намира в западната промишлена зона на града, на устието на река Русенски Лом
На това пристанище се обработват насипни и генерални товари. То е специализирано преди всичко за обработка на генерални товари.

### Капацитет
Пристанище Русе-запад разполага с:
1. площ от 118 396 m².
2. два участъка, разположени от двете страни на лимана
3. дълбочина на външния кей при кота 0 – средно 2,5 m.
4. 10 корабни места
5. 11 крана с максимална товароподемност 5 – 20 t
6. 34 500 m² складови площи:
7. 6900 m² закрита складова площ
8. 27 600 m² открита складова площ
9. Връзка с жп и автотранспортна мрежа на България

## Ро-ро терминал
В района на пристанището Русе-изток има изграден и функционира ро-ро терминал за хоризонтална обработка на превозни средства. Той предоставя възможност за осъществяване на хоризонтална обработка на товари.
При проявен интерес от страна на превозвачи дружеството е отворено за развитие на дейността на ро-ро терминала.

### Капацитет
Ро-Ро терминалът в Русе разполага с:
- Ро-Ро рампа за едновременно приставане на 2 плавателни съда;
- 2 паркинга с капацитет по 80 камиони ТИР всеки;
  - Вътрешен паркинг с площ 11 719 m²
  - Външен паркинг с площ 11 484 m²
- Връзка с автотранспортна мрежа на България;
- Фитосанитарен възел, баня и тоалетна.

## Пътнически кей
Централният пътнически кей на Русе е под управлението на „Пристанищен комплекс – Русе“ ЕАД.
Дружеството предоставя 3 понтона за приставане и обслужване на кораби.
Пътническият кей се намира в централната градска част на Русе и е в непосредствена близост до Централния площад на града и повечето големи хотели. В непосредствена близост се намират и всички администрации обслужващи корабоплаването – ИА „Морска администрация“, ИА „ППД“, ДП „Пристанищна инфраструктура“, митница, ГКПП.